# Verdragenbank
De Verdragenbank is een databank waarin gegevens zijn opgenomen over internationale verdragen waar Nederland bij betrokken is. De Verdragenbank wordt beheerd door het Nederlandse ministerie van Buitenlandse Zaken en is opgenomen in het webportaal overheid.nl.
In de Verdragenbank zijn opgenomen:
- verdragen waarbij het Koninkrijk der Nederlanden partij is,
- verdragen waarvoor Nederland depositaris is,
- verdragen waarvoor de Haagse Conferentie voor Internationaal Privaatrecht depositaris is.